# LP1 (альбом FKA twigs)
| Совокупная оценка    | Совокупная оценка |
| Источник             | Оценка            |
| -------------------- | ----------------- |
| Metacritic           | 87/100            |
| Оценки критиков      |                   |
| Источник             | Оценка            |
| Allmusic             | [ 4 ]             |
| Clash                | 8/10              |
| Drowned in Sound     | 9/10              |
| Entertainment Weekly | A                 |
| The Guardian         | [ 8 ]             |
| The Independent      | [ 9 ]             |
| The Irish Times      | [ 10 ]            |
| The New York Times   | (положительный)   |
| NME                  | 8/10              |
| The Observer         | [ 13 ]            |
| Pitchfork Media      | 8.8/10            |

LP1 — дебютный студийный альбом британской певицы и автора песен FKA twigs, выпущенный 6 августа 2014 года лейблом Young Turks.
LP1 был хорошо оценён мировыми критиками, а также занял высокие позиции во многих годовых музыкальных рейтингах. В поддержку альбома было выпущено три сингла: "Two Weeks", "Pendulum" и "Video Girl". Альбом был номинирован на премии Mercury Prize в 2014 году, а также получил был номинирован на "Grammy Awards" 2015 в номинации "Лучшая упаковка записи".

## Отзывы критиков
В Metacritic, который устанавливает нормированный рейтинг от 0 до 100 по отзывам от главных критиков, на основе 32 рецензий альбому присудили средний балл 87, что означает «всеобщее признание».

## Список композиций
| №                   | Название            | Автор(ы)                                   | Продюсер(ы)           | Длительность |
| ------------------- | ------------------- | ------------------------------------------ | --------------------- | ------------ |
| 1.                  | «Preface»           | Талия Барнетт                              | Барнетт               | 1:46         |
| 2.                  | «Lights On»         | Барнетт Tic [англ.]                        | Arca                  | 4:24         |
| 3.                  | «Two Weeks»         | Барнетт Эмиль Хейни                        | Хейни Барнетт         | 4:07         |
| 4.                  | «Hours»             | Барнетт Дев Хайнс [англ.] Майкл Волп Хейни | Хейни Хайнс Волп Arca | 4:35         |
| 5.                  | «Pendulum»          | Барнетт Пол Эпворт                         | Эпворт Барнетт        | 4:58         |
| 6.                  | «Video Girl»        | Барнетт Хейни                              | Хейни                 | 3:47         |
| 7.                  | «Numbers»           | Барнетт Sampha [англ.]                     | Барнетт Sampha        | 3:43         |
| 8.                  | «Closer»            | Барнетт Tic                                | Барнетт Cy An Tic     | 3:45         |
| 9.                  | «Give Up»           | Барнетт Хейни                              | Хейни Arca            | 4:17         |
| 10.                 | «Kicks»             | Барнетт Джоэль Компасс [англ.]             | Барнетт Cy An         | 5:24         |
| Общая длительность: | Общая длительность: | Общая длительность:                        | Общая длительность:   | 40:46        |

| №   | Название    | Автор(ы)      | Продюсер(ы) | Длительность |
| --- | ----------- | ------------- | ----------- | ------------ |
| 11. | «Weak Spot» | Талия Барнетт | Барнетт Tic | 3:43         |
| 12. | «Ache»      | Барнетт       | Барнетт Tic | 5:00         |
| 13. | «Breathe»   | Барнетт       | Барнетт Tic | 4:16         |
| 14. | «Hide»      | Барнетт       | Барнетт Tic | 2:59         |

| №  | Название   | Продюсер(ы)          | Длительность |
| -- | ---------- | -------------------- | ------------ |
| 1. | «One Time» | inc. [англ.] Барнетт | 4:16         |

## Участвовали в создании
Данные взяты из Allmusic.

- Талия Барнетт — вокал, музыка, басы, аранжировка басов, композитор, дизайн, ударные, оркестровка, клавишные, основной артист, продюсер, аранжировка струнных, синтезатор
- Эндрю Эйджд — гитара
- Дэниел Эйджд — контрабас, клавишные
- Клемс Казино — продюсер
- Джоэль Компасс — композитор
- Джон Дэвис — мастеринг
- Пол Эпворт — композитор, ударные, гитара, клавишные, фортепиано, продюсер
- Эмиль Хейни — композитор, ударные, инженер звукозаписи, оркестровка, меллотрон, продюсер, синтезатор
- Л.Дж. Хау — бас-гитара
- Девонт Хайнс — композитор, гитара, продюсер
- Джозеф Хартвелл Джонс — инженер звукозаписи, инженер звукозаписи по вокалу
- Джесси Канда — оформление, цифровая обработка изображений
- Фил Ли — дизайн
- Sampha — композито, ударные, фортепиано, продюсер, синтезатор
- Tic — дополнительная музыка, композитор, ударные, гитара
- Майкл Волп — композитор
- Дэвид Ренч — сведение

## Чарты
| Чарт (2014)                     | Высшая позиция |
| ------------------------------- | -------------- |
| Australian Albums Chart         | 34             |
| Belgian Albums Chart (Flanders) | 38             |
| Belgian Albums Chart (Wallonia) | 61             |
| Dutch Albums Chart              | 60             |
| German Albums Chart             | 50             |
| Irish Albums Chart              | 33             |
| Irish Independent Albums Chart  | 6              |
| New Zealand Albums Chart        | 38             |
| Scottish Albums Chart           | 34             |
| UK Albums Chart                 | 16             |
| UK Indie Albums Chart           | 1              |

## История релиза
| Регион         | Дата            | Формат(ы)                  | Лейбл                 | Прим.                |
| -------------- | --------------- | -------------------------- | --------------------- | -------------------- |
| Япония         | 6 августа 2014  | CD                         | Hostess Entertainment | [ 14 ]               |
| Австралия      | 8 августа 2014  | CD цифровая дистрибуция    | Young Turks           | [ 27 ] [ 28 ]        |
| Германия       | 8 августа 2014  | CD LP цифровая дистрибуция | Young Turks XL        | [ 29 ] [ 30 ] [ 31 ] |
| Ирландия       | 8 августа 2014  | CD цифровая дистрибуция    | Young Turks           | [ 32 ]               |
| Франция        | 11 августа 2014 | CD цифровая дистрибуция    | Young Turks           | [ 33 ] [ 34 ]        |
| Великобритания | 11 августа 2014 | CD LP цифровая дистрибуция | Young Turks           | [ 35 ] [ 36 ] [ 37 ] |
| США            | 12 августа 2014 | CD цифровая дистрибуция    | XL                    | [ 38 ] [ 39 ]        |
| Австралия      | 15 августа 2014 | LP                         | Young Turks           | [ 40 ]               |
| США            | 25 августа 2014 | LP                         | XL                    | [ 41 ]               |